# Porto di Taranto
Il porto di Taranto, fra i primi in Italia per traffico di merci, è localizzato sulla costa settentrionale dell'omonimo golfo e riveste un ruolo importante sia da un punto di vista commerciale che strategico. Le installazioni del porto mercantile ed industriale sono distribuite lungo il settore nord occidentale del Mar Grande, ed immediatamente al di fuori di esso in direzione ovest.
È provvisto di tre accessi di cui due operativi, la sua gestione è affidata all'Autorità Portuale la cui sede è all'interno del porto. Dal 2011 la gestione del terminal container è stata data in concessione a Taranto Container Terminal S.p.A., partecipata al 60% da Hutchison Whampoa ed al 40% da Evergreen Marine Corporation, in stato di messa in liquidazione dal giugno 2015. 

## Il porto mercantile e industriale
L'installazione più recente è costituita dal terminal container ubicato sul molo polisettoriale, una struttura modernissima completa di sistemi telematici e torre di controllo, con una capacità di stoccaggio e movimentazione merci di circa 2.000.000 di TEU/anno.
In Mar Grande esiste inoltre un impianto per il trasporto del petrolio greggio destinato ad alimentare la raffineria attraverso alcune condotte sottomarine.
Di seguito si descrivono le caratteristiche strutturali del porto di Taranto:
- Banchine 8.616 metri di sviluppo di cui:
  - 1.560 nel porto commerciale;
  - 5.056 nel porto industriale;
  - 2.000 nel terminal container.
- Pontili petroliferi 1.120 metri di sviluppo.
- Aree operative 2.737.700 m² di cui:
  - 1.046.400 nel porto commerciale;
  - 691.300 nel porto industriale;
  - 1.000.000 nel terminal container.

Nel febbraio 2012 il governo Monti ha provveduto a nominare un Commissario Straordinario (a titolo gratuito) per i lavori relativi al potenziamento del porto di Taranto (investimento da 400 milioni di euro): adeguamento e potenziamento del Molo San Cataldo, realizzazione di una diga foranea a protezione dall'agitazione del moto ondoso e costruzione della Piastra portuale (tutti e tre a cura dell'Autorità Portuale di Taranto), lavori di dragaggio per l'approfondimento dei fondali (a cura della società statale Sogesid S.p.A.), consolidamento/adeguamento della banchina del Molo polisettoriale (se ne occuperà la concessionaria TCT S.p.A.), potenziamento delle infrastrutture ferroviarie al servizio del Porto (RFI S.p.A.).
Nel Giugno del 2015 TCT mette in liquidazione l'azienda e di seguito 540 dipendenti vanno in cassaintegrazione per liquidazione per1 ulteriore anno.

## Il porto turistico

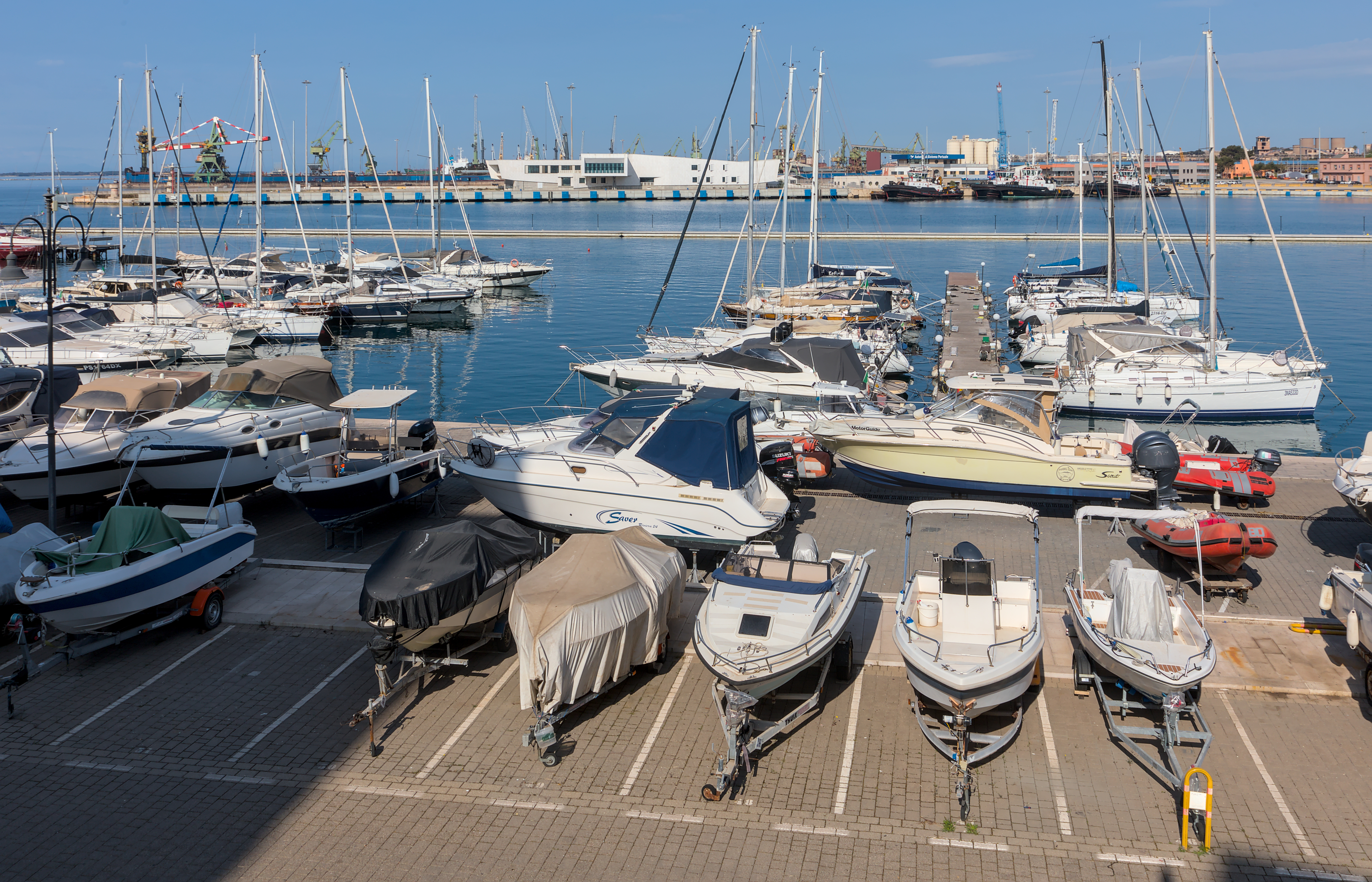
Il porto turistico

Il porto turistico è situato sulle aree del Molo Sant'Eligio, nella parte del Borgo Antico prospiciente il Mar Grande: questa ubicazione, consente l'osservazione dei numerosi elementi di rilevanza storica, culturale, archeologica ed architettonica che caratterizzano l'intera isola.
La struttura prevede 254 posti barca, ed è dotata di pontili fissi e galleggianti, di una banchina e di uno scalo di alaggio, di piazzali di rimessaggio, di parcheggi ed aree verdi attrezzate.
Vengono inoltre erogati servizi di ricezione e ristoro, e tutti i servizi connessi con il turismo nautico: attracco attrezzato, riparazione, rifornimento carburanti, informazioni turistiche, nonché attività ricreative, sportive, culturali ed artistiche.
Nella primavera 2016 l'autorità portuale di Taranto ha cominciato i lavori per la nuova stazione marittima "Falanto Port Center" sul molo San Cataldo che diventerà a lavori conclusi il centro per le seguenti attività: Attività direzionali dell'Autorità Portuale, attività per la promozione della cultura marittima: auditorium polifunzionale – sala convegni e spazi polifunzionali per attività espositive e didattiche, Attività di servizio a passeggeri e croceristi, Attività di servizio e accoglienza.